# Schleswig (Iowa)
Schleswig es una ciudad ubicada en el condado de Crawford en el estado estadounidense de Iowa. En el Censo de 2010 tenía una población de 882 habitantes y una densidad poblacional de 259,96 personas por km².

## Geografía
Schleswig se encuentra ubicada en las coordenadas 42°9′38″N 95°26′5″O / 42.16056, -95.43472. Según la Oficina del Censo de los Estados Unidos, Schleswig tiene una superficie total de 3.39 km², de la cual 3.36 km² corresponden a tierra firme y (0.92%) 0.03 km² es agua.

## Demografía
Según el censo de 2010, había 882 personas residiendo en Schleswig. La densidad de población era de 259,96 hab./km². De los 882 habitantes, Schleswig estaba compuesto por el 92.86% blancos, el 0.57% eran afroamericanos, el 0% eran amerindios, el 0.11% eran asiáticos, el 0.11% eran isleños del Pacífico, el 4.42% eran de otras razas y el 1.93% pertenecían a dos o más razas. Del total de la población el 6.92% eran hispanos o latinos de cualquier raza.